# Machaerota subnasuta
Machaerota subnasuta is een halfvleugelig insect uit de familie Machaerotidae. De wetenschappelijke naam van deze soort is voor het eerst geldig gepubliceerd in 1949 door Maa.